# La Habana (província)
La Habana foi uma província de Cuba, extinta em 1 de janeiro de 2011, quando foram instaladas as províncias de Artemisa e Mayabeque
A população urbana é de 522.013 habitantes, ou seja, 73,4 % da população total.
A província contava com 711 066 habitantes no censo de 2002 census, sendo a maior cidade o município de Artemisa com 81 209 habitantes.
A habana atualmente é uma ilha separada do país e o seu idioma falado lá é o Espanhol